# Faisalabad

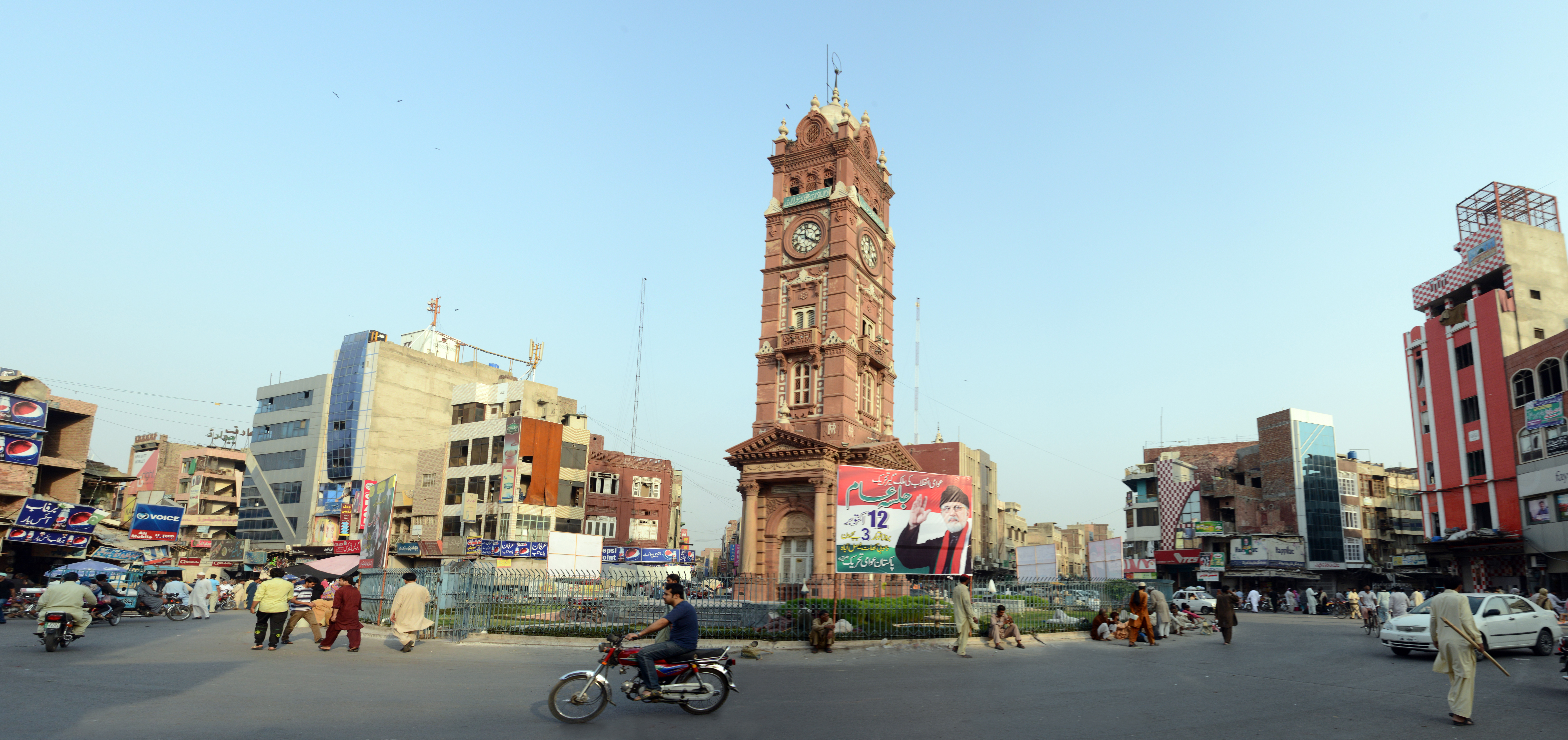
Faisalabad

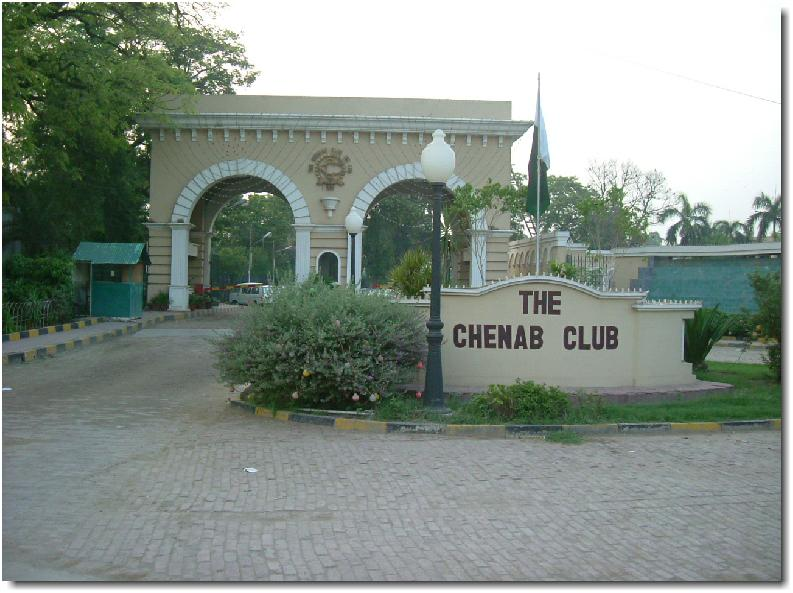
Chenab Club

Faisalabad (en urdú: فیصل آباد) és una ciutat i municipalitat de la província del Panjab (Pakistan) que del 1880 fins al 1977 va portar el nom de Lyallpur en honor de l'antic governador del Panjab Sir Charles James Lyall, canviant el 1977 en honor del rei Faisal de l'Aràbia Saudita. És la tercera ciutat del Pakistan després de Karachi i Lahore. La població el 1901 era de 9.171 habitants, passant a 179.000 el 1951, a 1.092.000 el 1981 (recontat dins el mateix 1981 a 1.232.000) i a 2.009.000 el 1998 (el 2009 té una població estimada d'uns 2.400.000 habitants). La ciutat té un aeroport internacional a uns 10 km.
El camp dels voltants, regada pel riu Chenab inferior, produeix cotó, blat, canya de sucre, hortalisses i fruites. La ciutat és un centre industrial amb els principals drassanes de reparació de trens, obres d'enginyeria, i els molins que processen el sucre, la farina i l'oli de la llavor. Faisalabad és un important productor de superfosfats, tèxtils de cotó i seda, mitges, colorants, productes químics industrials, begudes, peces de vestir, de pasta i paper, impressió, equip agrícola i ghee (mantega clarificada). La Cambra de Comerç i Indústria de Faisalabad controla l'activitat industrial a la ciutat i els informes de les seves conclusions a la Federació de Cambres de Comerç i Indústria i el govern provincial del Pakistan [13] La ciutat també té un port sec major 
Faisalabad és la llar de la Universitat d'Agricultura de la Universitat de Govern de la universitat, així com l'Institut de Recerca Ayub Agrícola, Divisió Faisalabad Escola Pública i la Universitat Nacional de Tèxtils [8] :. 13 La ciutat té el seu propi equip de cricket, els llops de Faisalabad, que es basa en l'Estadi Iqbal. [14] Hi ha diversos equips d'altres esports que competeixen internacionalment, inclosos hoquei i billar, així com altres esdeveniments esportius.

## Història

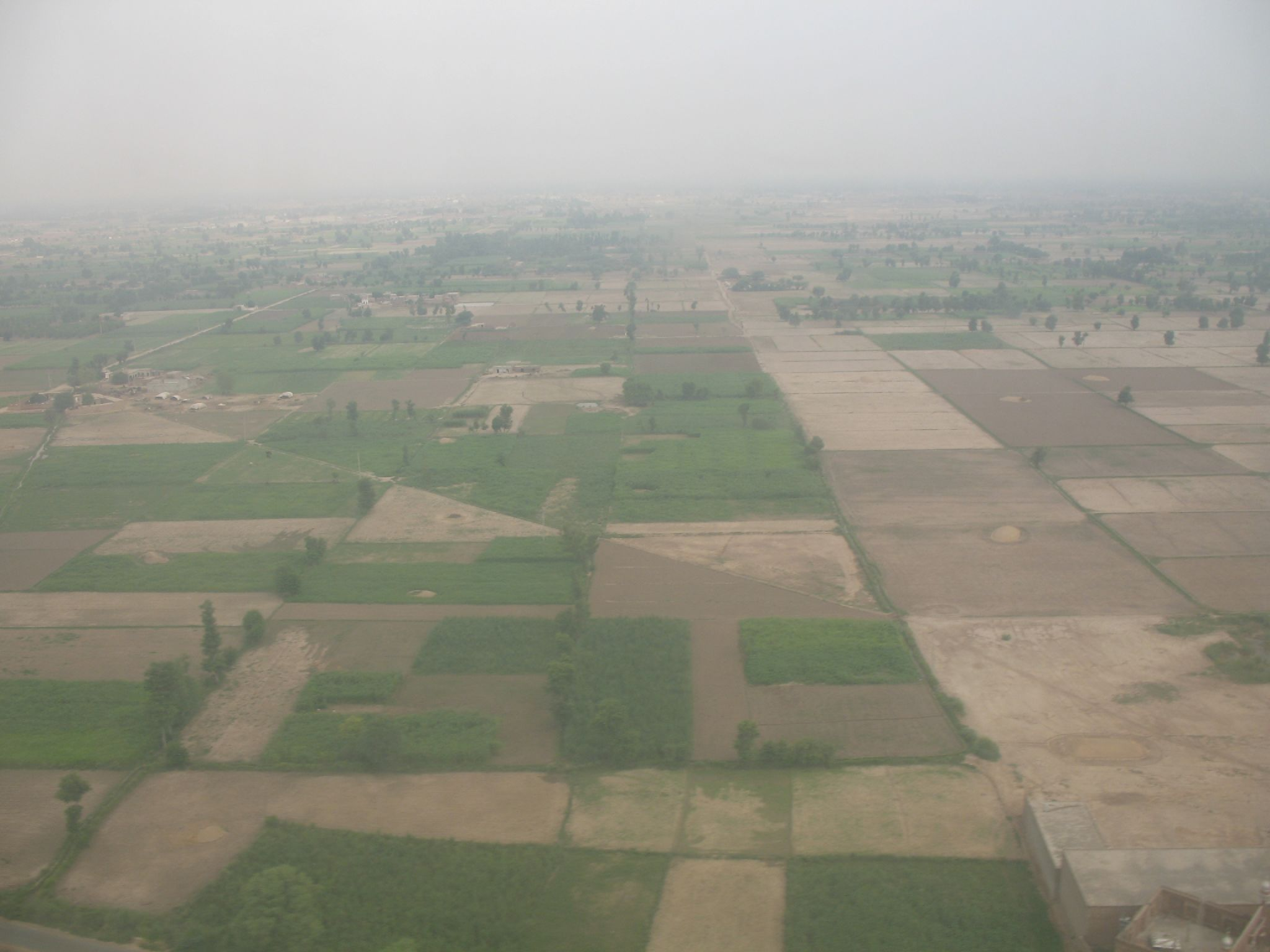
Agricultura a Faisalabad

Faisalabad fou part del districte de Jhang a la regió de Sandalbar, tradicionalment poc poblada. El 1880 un oficial colonial, el capità Poham Young va proposar fundar una ciutat amb un disseny basat en la Union Jack (la bandera britànica) amb vuit carrers radiants des d'una torre central, cadascun amb un mercat. La construcció de canals de reg va permetre la irrigació del territori.
Es va fundar el 1880 i uns anys després va agafar el nom del tinent governador del Panjab Sir Charles James Lyall (1845 - 1920) que va governar del 2 d'abril 1887 al 5 de març de 1892. Després de la fundació de la ciutat s'hi va començar a establir gent atreta per les promeses de rebre terres. El 1895 es va acabar la línia fèrria entre Wazirabad i Lyallpur. El 1896 es va fundar el tehsil dins del districte de Jhang.
El 1904 es va formar el nou districte de Lyallpur del que fou capital; el comitè municipal es va formar el 1909. El 1943 Muhammad Ali Jinnah va visitar la ciutat i es va dirigir a dos milions de persones
Després de la independència va tenir un creixement espectacular i va arribar al milió d'habitants vers 1980. El 1977 va agafar el seu nom actual i el 1985 va esdevenir capital de la divisió de Faisalabad.

## Clima
| Temperatures (1948-2006) | Gen  | Feb  | Mar  | Abr  | Mai  | Jun  | Jul  | Ago  | Set  | Oct  | Nov  | Des  | Anual |
| màxima (°C)              | 19.4 | 22.4 | 27.4 | 34.2 | 39.7 | 41.0 | 37.7 | 36.5 | 36.6 | 33.9 | 28.2 | 22.1 | 31.6  |
| mínima (°C)              | 4.8  | 7.6  | 12.6 | 18.3 | 24.1 | 27.6 | 27.9 | 27.2 | 24.5 | 17.7 | 10.4 | 6.1  | 17.4  |

## Agermanaments
Faisalabad està agermanada a :
- Manchester, Anglaterra
- Kobe, Japó